# Xã Salisbury, Quận Meigs, Ohio
Xã Salisbury (tiếng Anh: Salisbury Township) là một xã thuộc quận Meigs, tiểu bang Ohio, Hoa Kỳ. Năm 2010, dân số của xã này là 6.356 người.